# Elisabetta Guglielmina di Württemberg
Elisabetta Guglielmina di Württemberg (Trzebiatów, 21 aprile 1767 – Vienna, 18 febbraio 1790) Era l'ottava dei dodici figli di Federico Eugenio, duca di Württemberg e di Federica Dorotea di Brandeburgo-Schwedt. Sua sorella maggiore Sofia Dorotea di Württemberg era imperatrice di Russia in quanto moglie di Paolo I di Russia. Fu la prima delle quattro mogli di Francesco II d'Asburgo-Lorena.

## Biografia
All'età di quindici anni venne chiamata a Vienna dall'imperatore Giuseppe II, e venne educata nel prestigioso Salesianerinnenkloster, dove si convertì al cattolicesimo. Ricevette una raffinata educazione anche in campo musicale.
Le intenzioni di Giuseppe II erano quelle di farle sposare il nipote Francesco, figlio del granduca Pietro Leopoldo di Toscana. Le nozze avvennero il 6 gennaio 1788 a Vienna, ed Elisabetta divenne così arciduchessa d'Austria e principessa d'Ungheria, Croazia e Boemia. Esiste a questo proposito un aneddoto curioso sul giorno delle sue nozze: uno dei paggi, figlio di un'illustre famiglia nobile boema, inciampò nel lungo strascico di Elisabetta e venne, per questo, duramente rimproverato dall'imperatore. Era il futuro feldmaresciallo Josef Radetzky.
In quel periodo l'imperatore Giuseppe era seriamente ammalato, e la giovane Elisabetta si preoccupò molto della salute del suo benefattore. Verso la fine del 1789 Elisabetta rimase incinta, ma la sua gravidanza fu funestata dal peggioramento delle condizioni dell'imperatore e dalle notizie poco rassicuranti che provenivano dalla Francia.
Il 15 febbraio all'imperatore venne data l'estrema unzione e, alla vista dell'agonia di Giuseppe II, la giovane arciduchessa svenne tra le braccia del marito.
Tre giorni dopo, il 18 febbraio, nacque una gracile bambina chiamata Ludovica Elisabetta, che morì dopo sedici mesi di vita.
Elisabetta morì poche ore dopo il parto, precedendo di tre giorni Giuseppe II.
È sepolta nella Cripta Imperiale a Vienna.
Francesco si risposò con Maria Teresa di Borbone-Napoli, (1772 – 1807), figlia di Ferdinando I delle Due Sicilie e della sua consorte l'arciduchessa Maria Carolina d'Asburgo-Lorena (1752-1814), da cui ebbe undici figli e l'erede al trono.

## Curiosità
Elisabetta Guglielmina del Württemberg è uno dei personaggi secondari del film Amadeus di Miloš Forman. Il suo ruolo nella pellicola è più che marginale, non pronuncia neanche una battuta ed è inquadrata solo due volte: la prima accanto all'imperatore durante la prima rappresentazione di Die Entführung aus dem Serail ("Il ratto dal serraglio"), la seconda a cavallo con Giuseppe II in un parco.
Seppur marginale, la sua presenza è importante quando l'imperatore valuta l'ipotesi di assumere Wolfgang Amadeus Mozart come suo insegnante di musica. L'ipotesi cadrà in seguito agli intrighi di Antonio Salieri.

## Discendenza
Elisabetta Guglielmina e Francesco ebbero una figlia:
- Ludovica Elisabetta (1790-1791).

## Ascendenza
|                                           |                                          |                                                           | Genitori                                  |  |  | Nonni |  |  | Bisnonni                                |  |  | Trisnonni                   |  |
|                                           |                                          |                                                           |                                           |  |  |       |  |  | Federico Carlo di Württemberg-Winnental |  |  | Eberardo III di Württemberg |  |
|                                           |                                          |                                                           |                                           |  |  |       |  |  | Federico Carlo di Württemberg-Winnental |  |  | Eberardo III di Württemberg |  |
|                                           |                                          | Anna Caterina Dorotea di Salm-Kyrburg                     |                                           |  |  |       |  |  | Federico Carlo di Württemberg-Winnental |  |  |                             |  |
| Carlo I Alessandro del Württemberg        |                                          |                                                           |                                           |  |  |       |  |  | Federico Carlo di Württemberg-Winnental |  |  |                             |  |
|                                           |                                          | Eleonora Giuliana di Brandeburgo-Ansbach                  | Alberto II di Brandeburgo-Ansbach         |  |  |       |  |  |                                         |  |  |                             |  |
|                                           |                                          | Eleonora Giuliana di Brandeburgo-Ansbach                  | Alberto II di Brandeburgo-Ansbach         |  |  |       |  |  |                                         |  |  |                             |  |
|                                           |                                          | Eleonora Giuliana di Brandeburgo-Ansbach                  | Sofia Margherita di Oettingen-Oettingen   |  |  |       |  |  |                                         |  |  |                             |  |
| Federico II Eugenio del Württemberg       |                                          | Eleonora Giuliana di Brandeburgo-Ansbach                  |                                           |  |  |       |  |  |                                         |  |  |                             |  |
|                                           |                                          | Anselmo Francesco di Thurn und Taxis                      | Eugenio Alessandro di Thurn und Taxis     |  |  |       |  |  |                                         |  |  |                             |  |
|                                           |                                          | Anselmo Francesco di Thurn und Taxis                      | Eugenio Alessandro di Thurn und Taxis     |  |  |       |  |  |                                         |  |  |                             |  |
|                                           |                                          | Anselmo Francesco di Thurn und Taxis                      | Anna Adelaide di Fürstenberg-Heiligenberg |  |  |       |  |  |                                         |  |  |                             |  |
| Maria Augusta di Thurn und Taxis          |                                          | Anselmo Francesco di Thurn und Taxis                      |                                           |  |  |       |  |  |                                         |  |  |                             |  |
|                                           |                                          | Maria Ludovica Anna di Lobkowicz                          | Ferdinando Augusto Leopoldo di Lobkowicz  |  |  |       |  |  |                                         |  |  |                             |  |
|                                           |                                          | Maria Ludovica Anna di Lobkowicz                          | Ferdinando Augusto Leopoldo di Lobkowicz  |  |  |       |  |  |                                         |  |  |                             |  |
|                                           |                                          | Maria Ludovica Anna di Lobkowicz                          | Maria Anna di Baden-Baden                 |  |  |       |  |  |                                         |  |  |                             |  |
| Elisabetta Guglielmina di Württemberg     |                                          | Maria Ludovica Anna di Lobkowicz                          |                                           |  |  |       |  |  |                                         |  |  |                             |  |
|                                           | Filippo Guglielmo di Brandeburgo-Schwedt | Federico Guglielmo I di Brandeburgo                       |                                           |  |  |       |  |  |                                         |  |  |                             |  |
|                                           | Filippo Guglielmo di Brandeburgo-Schwedt | Federico Guglielmo I di Brandeburgo                       |                                           |  |  |       |  |  |                                         |  |  |                             |  |
|                                           | Filippo Guglielmo di Brandeburgo-Schwedt | Sofia Dorotea di Schleswig-Holstein-Sonderburg-Glücksburg |                                           |  |  |       |  |  |                                         |  |  |                             |  |
| Federico Guglielmo di Brandeburgo-Schwedt | Filippo Guglielmo di Brandeburgo-Schwedt |                                                           |                                           |  |  |       |  |  |                                         |  |  |                             |  |
|                                           |                                          | Giovanna Carlotta di Anhalt-Dessau                        | Giovanni Giorgio II di Anhalt-Dessau      |  |  |       |  |  |                                         |  |  |                             |  |
|                                           |                                          | Giovanna Carlotta di Anhalt-Dessau                        | Giovanni Giorgio II di Anhalt-Dessau      |  |  |       |  |  |                                         |  |  |                             |  |
|                                           |                                          | Giovanna Carlotta di Anhalt-Dessau                        | Enrichetta Caterina d'Orange              |  |  |       |  |  |                                         |  |  |                             |  |
| Federica Dorotea di Brandeburgo-Schwedt   |                                          | Giovanna Carlotta di Anhalt-Dessau                        |                                           |  |  |       |  |  |                                         |  |  |                             |  |
|                                           |                                          | Federico Guglielmo I di Prussia                           | Federico I di Prussia                     |  |  |       |  |  |                                         |  |  |                             |  |
|                                           |                                          | Federico Guglielmo I di Prussia                           | Federico I di Prussia                     |  |  |       |  |  |                                         |  |  |                             |  |
|                                           |                                          | Federico Guglielmo I di Prussia                           | Sofia Carlotta di Hannover                |  |  |       |  |  |                                         |  |  |                             |  |
| Sofia Dorotea di Prussia                  |                                          | Federico Guglielmo I di Prussia                           |                                           |  |  |       |  |  |                                         |  |  |                             |  |
|                                           |                                          | Sofia Dorotea di Hannover                                 | Giorgio I del Regno Unito                 |  |  |       |  |  |                                         |  |  |                             |  |
|                                           |                                          | Sofia Dorotea di Hannover                                 | Giorgio I del Regno Unito                 |  |  |       |  |  |                                         |  |  |                             |  |
|                                           |                                          | Sofia Dorotea di Hannover                                 | Sofia Dorotea di Celle                    |  |  |       |  |  |                                         |  |  |                             |  |
|                                           |                                          | Sofia Dorotea di Hannover                                 |                                           |  |  |       |  |  |                                         |  |  |                             |  |